# Hammarsjön, Västergötland
Hammarsjön är en sjö i Mullsjö kommun i Västergötland och ingår i Göta älvs huvudavrinningsområde. Hammarsjön är klassat som ett våtmarkskomplex med intressant hydrologi och stora botaniska värden. Sjöns omgivningar har värdefulla källor vilket ger en rikedom av mossarter. Sjöns största tillflöde är Hammarbäcken.

## Galleri

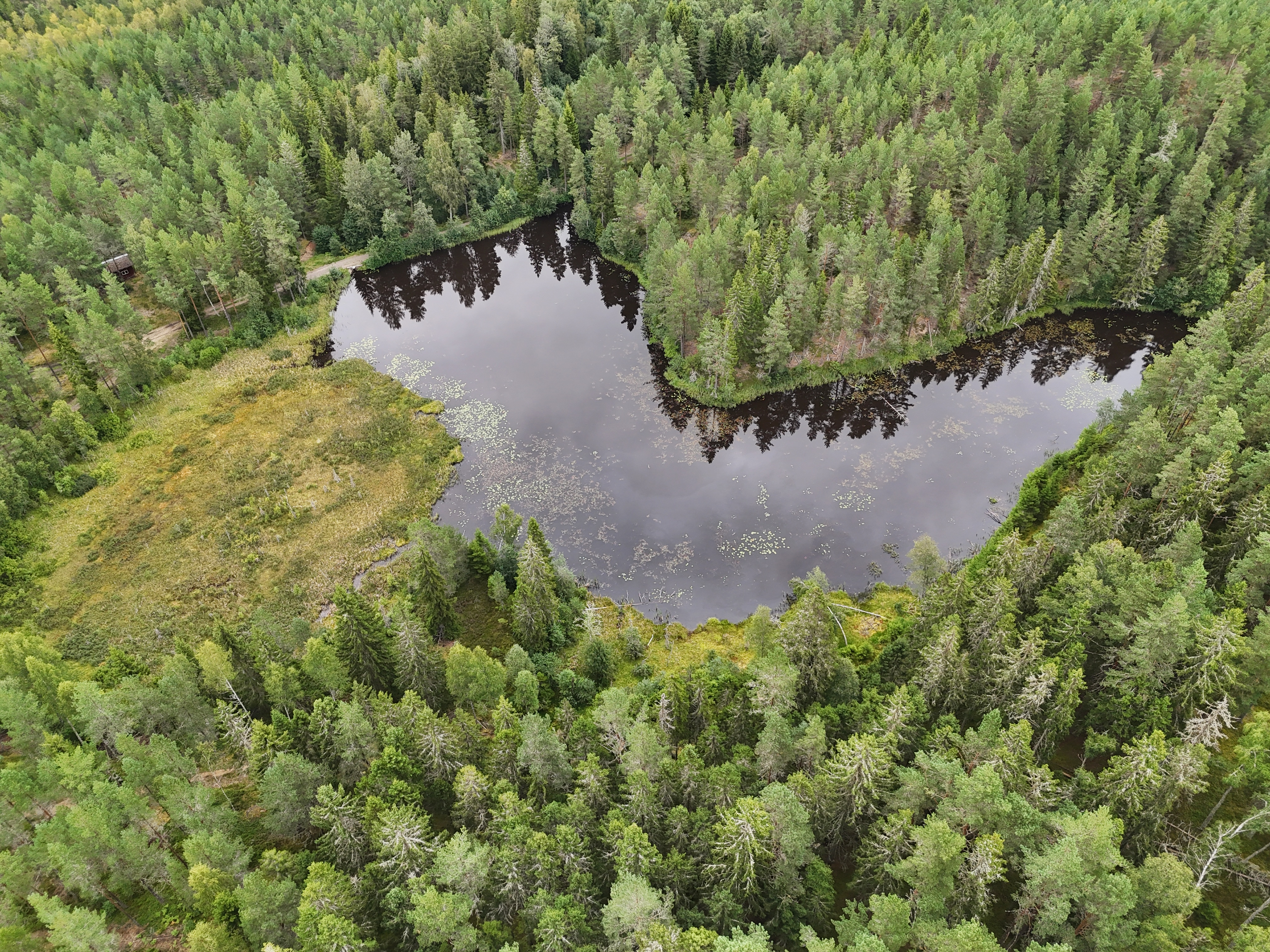
Hammarsjön är omgiven av våtmarker.
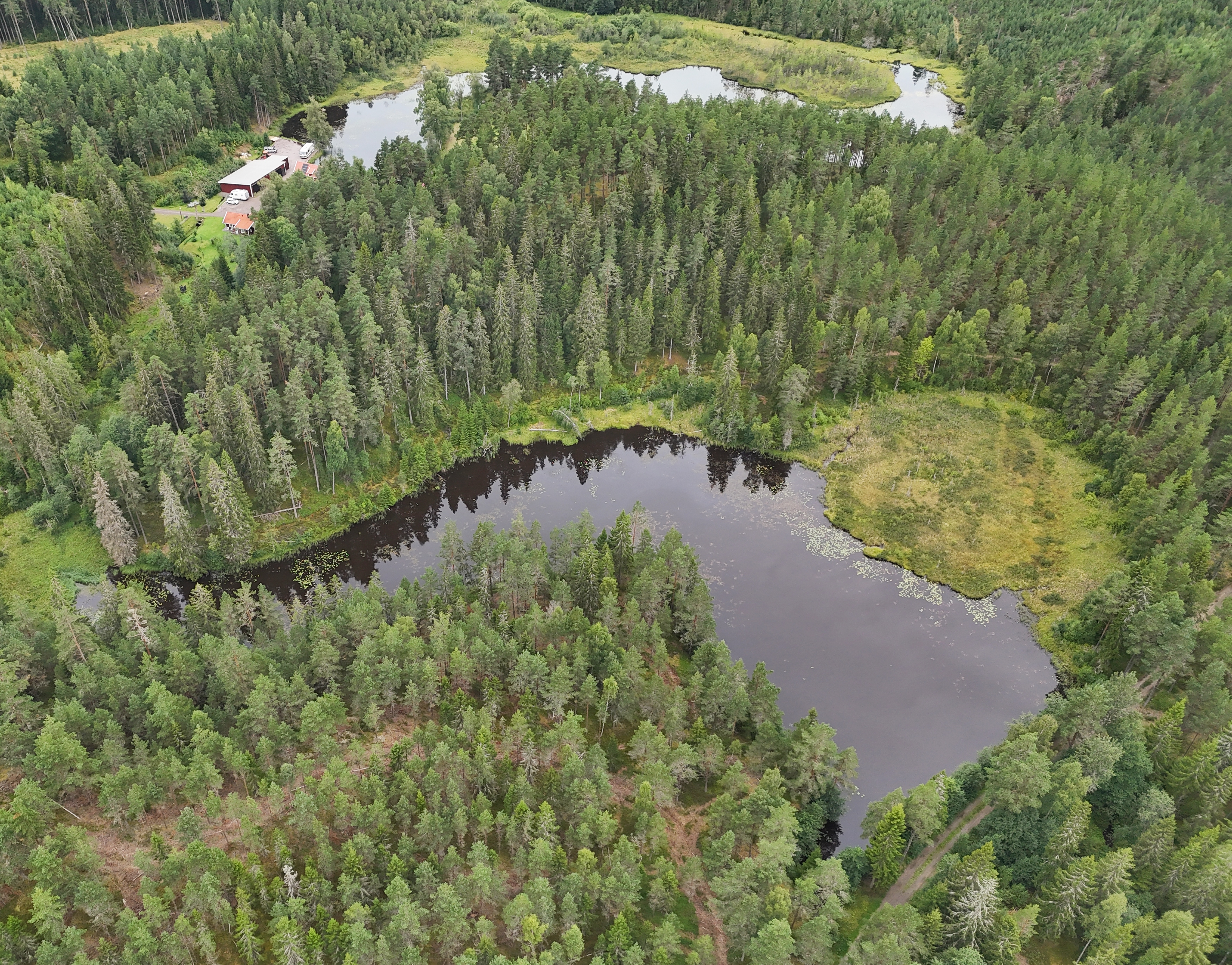
Sjöns många källflöden skapar en god växtoplats för värdefulla mossarter.
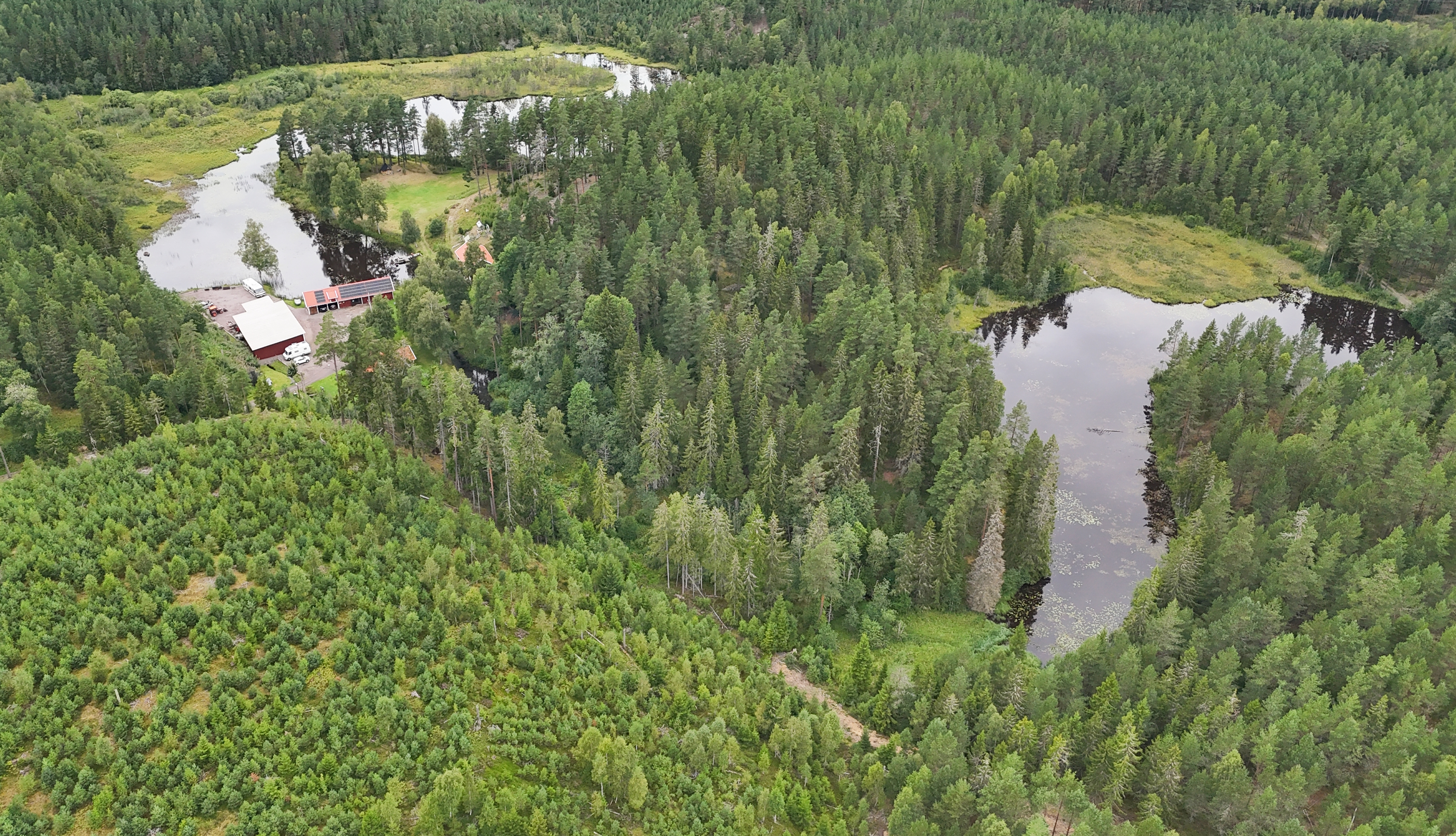